# Mike Vernon

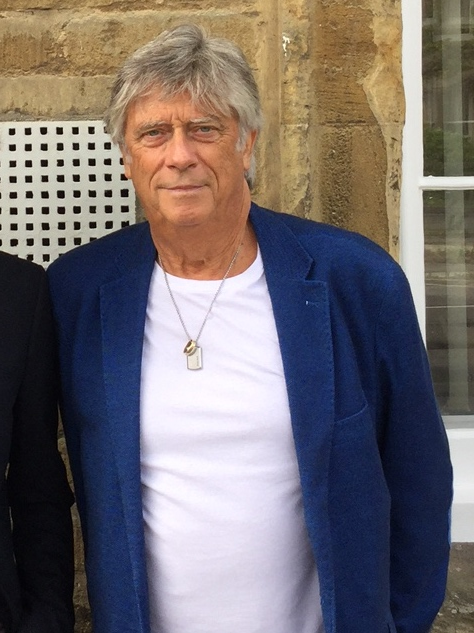
Mike Vernon, 2017

Michael (Mike) Vernon (Harlow, 20 november 1944) is een Britse platenproducent voor onder andere het Decca-label. Hij produceerde de opnamen van de Britse bluesmuzikanten en rockbands in de jaren vijftig en zestig, zoals John Mayall's Bluesbreakers, Eric Clapton, Fleetwood Mac, Peter Green, Chicken Shack, Ten Years After, David Bowie. Hij produceerde ook voor de Nederlandse bands Focus en Bad to the Bone.
Vernon is bekend als de oprichter van het blueslabel Blue Horizon. In 1963 ging hij werken voor Decca Records. Daar maakte hij platen met bekende Amerikaanse bluesartiesten als Curtis Jones, Champion Jack Dupree en Otis Spann. Vernon moedigde John Mayall aan om een plaat met Eric Clapton op te nemen. Dat werd het album Blues Breakers with Eric Clapton, een lp die als doorbraak voor de Britse blues zou worden betiteld.
In de jaren zeventig richtte Vernon zich niet alleen op bluesmuziek maar produceerde hij ook andere muziek. Voorbeelden daarvan zijn het eerder genoemde Focus en groepen als Level 42, Dexys Midnight Runners, The Pasadenas, The Proclaimers, Dr. Feelgood en Chris Farlowe.
In jaren tachtig blies Vernon het label Blue Horizon nieuw leven in, en in de jaren negentig richtte hij nog twee andere blueslabels op: Indigo en Code Blue.
Vernon was ook mede-oprichter van de Chipping Norton Recording Studios.